# Mauno Tarkiainen
Mauno Tarkiainen (Haukivuori, 18 agosto 1904 – Pieksämäki, 18 dicembre 1971) è stato un maratoneta finlandese.
Ha partecipato ai giochi olimpici di Berlino 1936, dove chiuse la maratona al nono posto.